# Graphis caesiella
Graphis caesiella är en lavart som beskrevs av Vain. Graphis caesiella ingår i släktet Graphis och familjen Graphidaceae.   Inga underarter finns listade i Catalogue of Life.